# تسويق مجتمعي
التسويق المجتمعي هو إستراتيجية لإشراك جمهور في آفاق ومحادثات نشطة للعملاء وغير تدخلية. في حين تركز استراتيجيات الإتصالات التسويقية، مثل الإعلان والترويج والعلاقات العامة والمبيعات، على كسب العملاء، فإن التسويق المجتمعي يركز على الاحتياجات المتصورة للعملاء الحاليين. وهذا من شأنه أن يحقق أربعة أشياء لرجال الأعمال: 
- يربط العملاء الحاليين مع التوقعات
- يربط التطلعات مع بعضها البعض
- يربط الشركة مع العملاء / احتمالات لتعزيز الولاء
- يربط العملاء مع العملاء لتحسين اعتماد المنتج، والرضا، إلخ.

هناك نوعان من التسويق المجتمعي: 
- يحدث التسويق العضوي أو الطبيعي دون مساعدة من الشركة. التسويق العضوي هو التسويق الشفهي وهو أحد أكثر أساليب التسويق فعالية
- يتم الترويج للتسويق المجتمعي برعاية الشركة من خلال أنشطة مثل الاستثمارات في مبادرات تحسين المجتمع المحلي أو المسؤولية الاجتماعية للشركات.

وقد أثرت الشكوك بين المستهلكين نتيجة للإعلانات الفاضحة وغيرها من الاتصالات غير الأخلاقية على نجاح الشكل المجتمعي للتسويق المجتمعي. ويمكن تحقيق النجاح المستمر في استراتيجيات التسويق المجتمعي في إشراك المجتمعات الطبيعية التي تتشكل حول المنتج / الخدمة وزراعتها.

## فوائد
- التواصل الثنائي الاتجاه مع العملاء - مما يؤدي إلى زيادة الفائدة وتحديد احتياجات العملاء وتطوير المنتجات التي تركز على العملاء
- عوائق الاتصال المنخفضة - تقديم الرسائل بسهولة إلى جمهور العملاء بشأن المنتجات الجديدة أو استراتيجيات العلاقات العامة أو التحكم في الأضرار (الأخبار)
- تحديد المدافعين والمشاركة والاستفادة منهم - السماح للعملاء المتحمسين والمخلصين بالاستفادة من التسويق الشامل من خلال إدارة الكلمات والمعرفة التي تقلل العبء على آليات الدعم الداخلية (خاصة بالنسبة للمنتجات التقنية).
- الحصول على وضع المستشار الموثوق - تقليل الشكوك تجاه رسالتك التسويقية كنتيجة للانفتاح والشفافية والالتزام بتركيز العملاء من خلال المشاركة في التسويق المجتمعي. ينتج عنه «ملكية» للمناقشة المحيطة بمنتج / خدمة تقلل من السلبية وتضع الشركة الموردة كمورد، بدلاً من مجرد بائع.

## الأدوات المستخدمة في التسويق المجتمعي
- الشبكات الاجتماعية عبر الإنترنت - يدور الوسط الرئيسي للتسويق المجتمعي حول تفاعل الويب 2.0 مثل منتديات الإنترنت، ويكي، والشبكات الاجتماعية، والمدونات، والمشاركة ذات الصلة (RSS).
- أدوات وميزات خاصة بالمجتمع - لتشجيع مشاركة المجتمع، تقدم العديد من الشركات الأدوات والميزات حصريًا «لأعضاء» المجتمع. وتشمل هذه البث الشبكي والبودكاست ونشرات البريد الإلكتروني. ومع ذلك، فإن العامل الرئيسي في استخدام هذه الأدوات هو قيمة الرسالة. تدور المجتمعات حول الرسائل القيمة للمستخدم (المعلومات والدعم والنصائح والحيل وما إلى ذلك) وليس الرسائل الترويجية.
- البنية التحتية المجتمعية والحوكمة - تشارك بعض المجتمعات في مشاركة عملائها في دور المسؤولين المنتخبين، وأعضاء المجلس الاستشاري، وحالة «المعلم» التطوعي من أجل تجسيد العملاء الأساسيين في مجتمعاتهم.
- الشراكات - على الرغم من أن هذه عادةً ما تكون إستراتيجية علاقات عامة بحتة، يرى بعض الناس أن الشراكات مع منظمات الدعوة للمستهلكين غير الهادفة للربح تمثل مجهودًا للتسويق المجتمعي.

## قوة المجتمع في التسويق
- تكاليف المجتمع أقل

تم بناء بعض من أقوى العلامات التجارية في العالم من خلال التسويق المجتمعي منخفض التكلفة. من أمثلتها نايكي وستاربكس وجوجل. عندما تركز الشركات على تلبية احتياجات العملاء، فلن تضطر إلى إنفاق أموال كبيرة لجذب عملاء جدد. وعندما يظلون بالقرب من مجتمعاتهم، فإنهم لا يحتاجون إلى أبحاث السوق لإخبارهم بما يريده الناس.
- زيادة ولاء المجتمع

الاحتياجات الإنسانية القصوى لها شعور بالانتماء والشعور بالفهم. وغالبًا ما يتم تلبية هذه الاحتياجات من خلال الأسر والنوادي والمجتمعات. عندما تبدأ الشركات في التركيز على بناء المجتمعات، فإن ذلك يحدث تأثيرًا قويًا يصنع الروابط العاطفية. 
- المجتمع يحافظ على الأصالة

تظل العلامات التجارية المجتمعية ذات صلة لأنها تتكيف باستمرار مع الاحتياجات والاهتمامات والقيم المتغيرة للأشخاص الذين يقدمون لها معنى. 
- محركات ابتكار المجتمع

يتم تعزيز النمو والابتكار من قبل المجتمع التجاري عن طريق التسويق المجتمعي. 
- المجتمع يدعم التجديد الطبيعي

في أوقات التغيير، يجب على الشركات في كثير من الأحيان إعادة اختراع نفسها من أجل البقاء. ويمكن للشركة أن تعيد اختراع نفسها بطريقة عضوية. يمكن حذف المنتجات والأنشطة التي لم تعد ذات قيمة مضافة، مما يوفر الموارد لمبادرات جديدة. يركز تركيز الأنشطة على فهم وتلبية احتياجات المجتمع المتغيرة على الإنفاق في الوقت المحدد أثناء وضع نمو جديد ووضع الأساس للتوسع. 